# 馬爾琴卡
馬爾琴卡（烏克蘭語：Марченка），是烏克蘭南部赫爾松州赫尔松区尤维莱内市镇内的村落。始建於1932年，面積17.4平方公里，海拔高度31米，2001年人口162，人口密度每平方公里9.3人。